# Emilia de Orange-Nassau
Emilia Segunda Antuerpiana de Orange-Nassau (Amberes, 9 de diciembre de 1581-Obermoschel, 28 de septiembre de 1651) fue condesa de Nassau por derecho propio y condesa del Palatinado-Zweibrücken por matrimonio.

## Vida
Fue la sexta y la hija más joven de Guillermo I el Taciturno, príncipe de Orange, y de su tercera esposa, Carlota de Borbón-Montpensier. Emilia Antuerpiana fue la última hija sobreviviente de su padre. Emilia fue apodada Secunda (la segunda) para distinguirla de su hermanastra mayor, Emilia. Más tarde la llamaron simplemente Amalia. Emilia pasó su infancia en la corte de La Haya y Delft bajo el cuidado de su madrastra, Luisa de Coligny.
Después de que su hermana, Luisa Juliana, en 1593 se hubiera casado con el elector palatino Federico IV, ella fue a Heidelberg. No era hermosa ni tenía dinero, por lo que permaneció soltera hasta una edad más avanzada de lo normal para las princesas de la época.

### Matrimonio e hijos
El 4 de julio de 1616 se casó en Landsberg con Federico Casimiro, conde palatino de Zweibrücken-Landsberg (1585-1645). La pareja tuvo tres hijos:
- Federico (1617-1617) murió un día después del nacimiento.
- Federico Luis (1619-1681), casado con Juliana Magdalena de Palatinado-Zweibrücken.
- Carlos Enrique (1622-1623) murió de niño.

En 1622, Emilia Antwerpiana y Federico Casimiro tuvieron que huir de Landberg hacia Estrasburgo durante la Guerra de los Treinta Años, huyendo de las tropas imperiales del conde de Tilly al castillo de Montfort, cerca de Montigny-Montfort, en Borgoña, que había recibido a Emilia de la posesión de su padre. La fuga le provocó problemas económicos de larga data, y durante muchos años trató de acceder a su herencia y pidió dinero a sus hermanos.
En los años siguientes en Montfort tuvo que luchar con considerables problemas financieros. En los años 1633-1634 negoció con sus cinco hermanas y su hermanastro, Federico Enrique, por la herencia paterna. En 1638, Federico Enrique pagó a sus hermanas. Insatisfecha con la suma, negoció más con Federico Enrique y exigió más en años de correspondencia. Además, Emilia tuvo que lidiar en un proceso en París con las demandas de los parientes franceses por el patrimonio de la Casa Chalon, incluidos los condados de Montfort y Charny.
Después de una objeción de la ciudad de Amberes, Federico Enrique pagó una vez más a Emilia, pero en una carta en 1648 reafirmó su profundo empobrecimiento. Viuda desde 1645, pasó sus últimos años de vida principalmente en su residencia de viuda, el castillo de Montfort.